# 한국철도고등학교
한국철도고등학교(韓國鐵道高等學校)는 대한민국 경상북도 영주시 하망동에 있는 사립 고등학교이다.

## 학교 연혁
- 1972년 6월 17일 : 학교법인 송암 교육재단 설립 인가, 초대 이사장 김두혁 선생 취임
- 1973년 2월 16일 : 초대 성옥환 교장 취임
- 1973년 3월 4일 : 영주고등학교 개교
- 1974년 7월 5일 : 본관 24개 교실 준공
- 1975년 4월 20일 : 신관 18개 교실 준공
- 1978년 11월 19일 : 송암학사 4층 준공(733m2)
- 1988년 5월 11일 : 제2대 이사장 김윤기 선생 취임
- 2001년 12월 10일 : 급식실 준공(409.50m2)
- 2005년 5월 19일 : 과학·예능창작관 준공
- 2008년 12월 5일 : 청룡관(다목적 강당) 준공(953m2)
- 2011년 10월 25일 : 청룡학사 준공(1,321m2)
- 2013년 3월 8일 : 교육부지정 학교문화개선 연구 선도학교
- 2014년 3월 3일 : 선진형 교과교실제 운영
- 2016년 2월 3일 : 우정학사 준공(999.4m2)
- 2019년 12월 14일 : 영주FC U-18 축구단 창단
- 2020년 10월 23일 : 송암홀 준공(252.9m2)
- 2021년 7월 21일 : 특성화고 전환 승인(철도고)
- 2022년 2월 9일 : 제47회 졸업식(졸업생 13,729명)
- 2023년 3월 6일 : 한국철도고등학교 신입생 입학
- 2024년 3월 1일 : 제14대 강구인 교장 취임

## 설치 학과
- 7차일반
- 철도전기신호과
- 철도운영정보과
- 철도차량기계과

## 참고 자료
- 한국철도고등학교 - 한국교육학술정보원 학교알리미